# 1. československá tanková brigáda
1. československá samostatná tanková brigáda  byla vojenská jednotka 1. československého armádního sboru československé zahraniční armády bojující ve druhé světové válce na východní frontě po boku Rudé armády. Vznikla 10. srpna 1944  a byla složena ze čtyř praporů: velitelského, tří tankových a jednoho motostřeleckého. 1. října 1945 byla reorganizována na 1. tankový sbor Československé armády.

## Historie

### Vznik

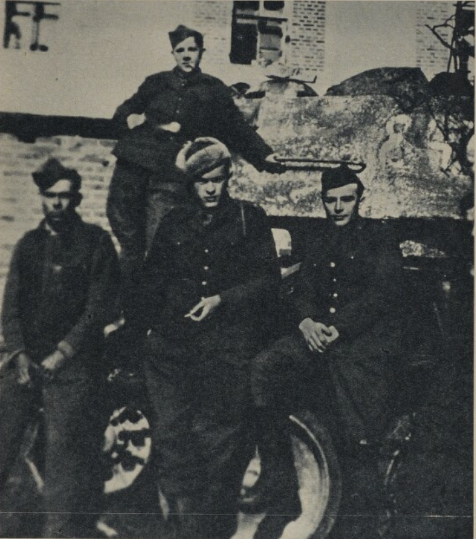
Vojáci 1. čs. tankové brigády, v pozadí tank T-34/85

Po rozpadu Československa na úkor Nacistického Německa a Polska v březnu 1939 a začátku německé okupace Čech, Moravy a Slezska byly původní čs. ozbrojené síly rozpuštěny. Po napadení SSSR Nacistickým Německem v červnu 1941 byla dne 27. září 1941 mezi SSSR a čs. exilovou vládou v Londýně podepsána dohoda o vojenské spolupráci, podle níž na území sovětské armády začalo formování československých vojenských jednotek a útvarů pro boj na východní válečné frontě.
Historie útvaru se začala psát v únoru 1943, kdy bylo v SSSR rozhodnuto získat peníze na nákup tanků pro budoucí tankový prapor 1. československého armádního sboru. Od 9. května do 15. září 1943 byl 1. československý samostatný pěší prapor v Novochopjorsku přeformován do 1. československé armádní brigády. Rozkazem brigády č. 38 byly všechny tanky zredukovány na tankový prapor. Skládal se z roty středních tanků T-34 a dvou rot lehkých tanků T-70. Jejich posádky vytvořilo 40 absolventů vojenského učiliště v Tambově. Velitelem praporu byl jmenován podplukovník Gustav Krátký.
Prvních 5 T-34/76, přijatých 4. září 1943, pocházelo ze závodu č. 112 „Krasnoje Sormovo“ a měly čísla vozidel: 3080059, 3080425, 3080475, 3080476, 3081340. Dalších 5 bylo přijato od Tambov TVL, čísla strojů: 21227, 34270, 212906, 210101, 34277. Všechny tanky měly šestihranné věže. 30. září 1943, zvláštním výnosem č. 91 dostalo všech deset tanků svá jména: Jan Žižka, Jánošík, Podkarpatský partyzán, Sokolovo, Lidice, Ležáky, Kapitán Jaroš, Bachmač, Zborov a Praha. V době, kdy byla budoucí tanková brigáda vyslána na frontu, tvořilo ji 12 důstojníků, 4 seržanti a 252 poddůstojníků a vojáků, tedy celkem 341 osob.

### První bojové nasazení

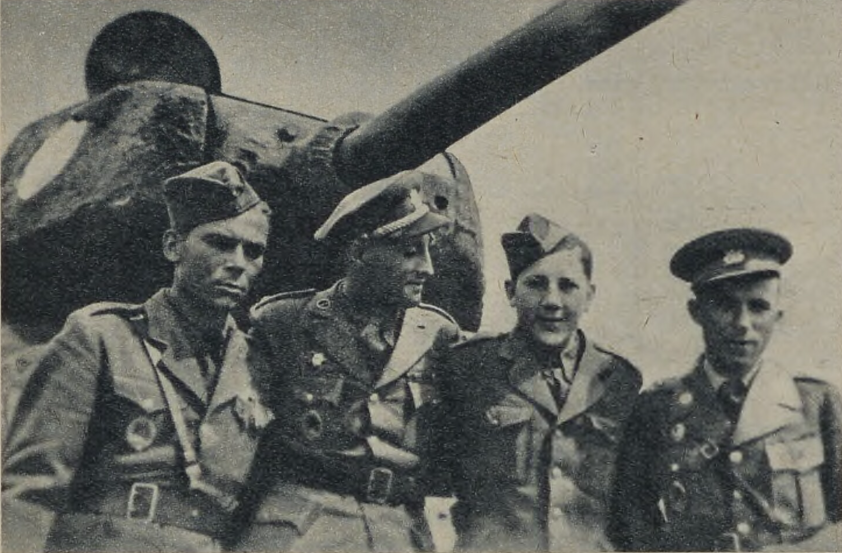
Někteří z důstojníků brigády

1. československá samostatná brigáda spolu se svým tankovým praporem prošel křtem ohněm 5. listopadu 1943 v rámci třetí bitvy o Kyjev. V bojích od listopadu 1943 do ledna 1944 ztratil prapor 4 tanky T-34/76: č. 212906, 3080476, 3081340 byly zničeny Němci a č. 3080425 se potopil v řece Verchnij Tikič. Dva tanky (č. 310356, 3113672) byly pak přijaty k dorovnání ztrát.
V lednu 1944 byla čs. brigáda stažena do týlu k reorganizaci (a jak se později ukázalo, k přeměně na 1. čs armádní sbor). Jeho materiální část musela být následně převedena do sovětských tankových formací z důvodu širších reorganizací v Rudé armádě. V tankovém praporu zůstaly pouze dva tanky T-34/76: č. 3080475 a 311367 (podle jiných zdrojů se jednalo o tanky: 310356 a 201276, každopádně se jednalo o stroje vyrobené v továrně č. 183) pro výcvik nových tankových posádek.
Od 7. března do 10. dubna 1944 byla čs. brigáda, z důvodu mobilizace Rusínů, Čechů a Slováků žijících ve Volyni, v Ukrajinské SSR, do čs. armádního sboru, nasazen v oblasti Rivne. Reorganizací prošel i tankový prapor, který byl 1. dubna 1944 rozkazem č. 3 1. samostatné československé brigády přeměněn na tankový pluk (1. československý tankový pluk). Pluk měl trochu jinou strukturu než podobné sovětské pluky: skládal se ze dvou tankových praporů strojů T-34, jednotky samohybných děl, motorizovaného praporu kulometčíků, týlové a technické jednotky. V důsledku toho byl tento pluk v podstatě nedostatečně vybavenou tankovou brigádou, posílenou samohybným dělostřelectvem. Pro výcvik posádek a personálu byly v dubnu 1944 přijaty dva tanky T-34/76 (č. 064109 a 34470) z tankové školy Saratov. Zároveň tankový pluk nebyl nikdy plně vybaven materiálem.

### Čs. tanková brigáda
Dne 10. srpna 1944 (podle jiných zdrojů pravděpodobně nesprávně 25. července 1944) byl rozkazem č. 22 velitele sboru Ludvíka Svobody tankový pluk přeměněn na 1. čs. samostatnou tankovou brigádu.
Nedostatek tanků i personálu se projevil též při těžkých bojích jednotky během nasazení při Karpatsko-dukelské operaci. Z 926 zde soustředěných osob jich bylo pohřešováno 419 osob a celkový počet ve státě byl 1345 osob). Po bitvě v Dukelském průsmyku byly nenávratně ztraceny 4 T-34/76 (č. 38653, 311367, 3080475, 311155) a těžce poškozeny 2 T-34/76 (č. 064109, č. 0311220) a odeslány do PTRZ č. 5 k opravě. Jednotka následně disponovaala pouze 11 tanky T-34, třěmi lehkými tanky T-70 a dvěma samohybnými děly. Navíc všechny T-34/76 pocházely z opravy: 6 tanků (č. 305203, 308167, 306136, 0311220, 38166, 310406) opravených v závodu PTRZ č. 5 v Přemyšlu a 5 tanků (č. 308167, 306136, 338, 311155, 354281 ) z ORVB č. 171.

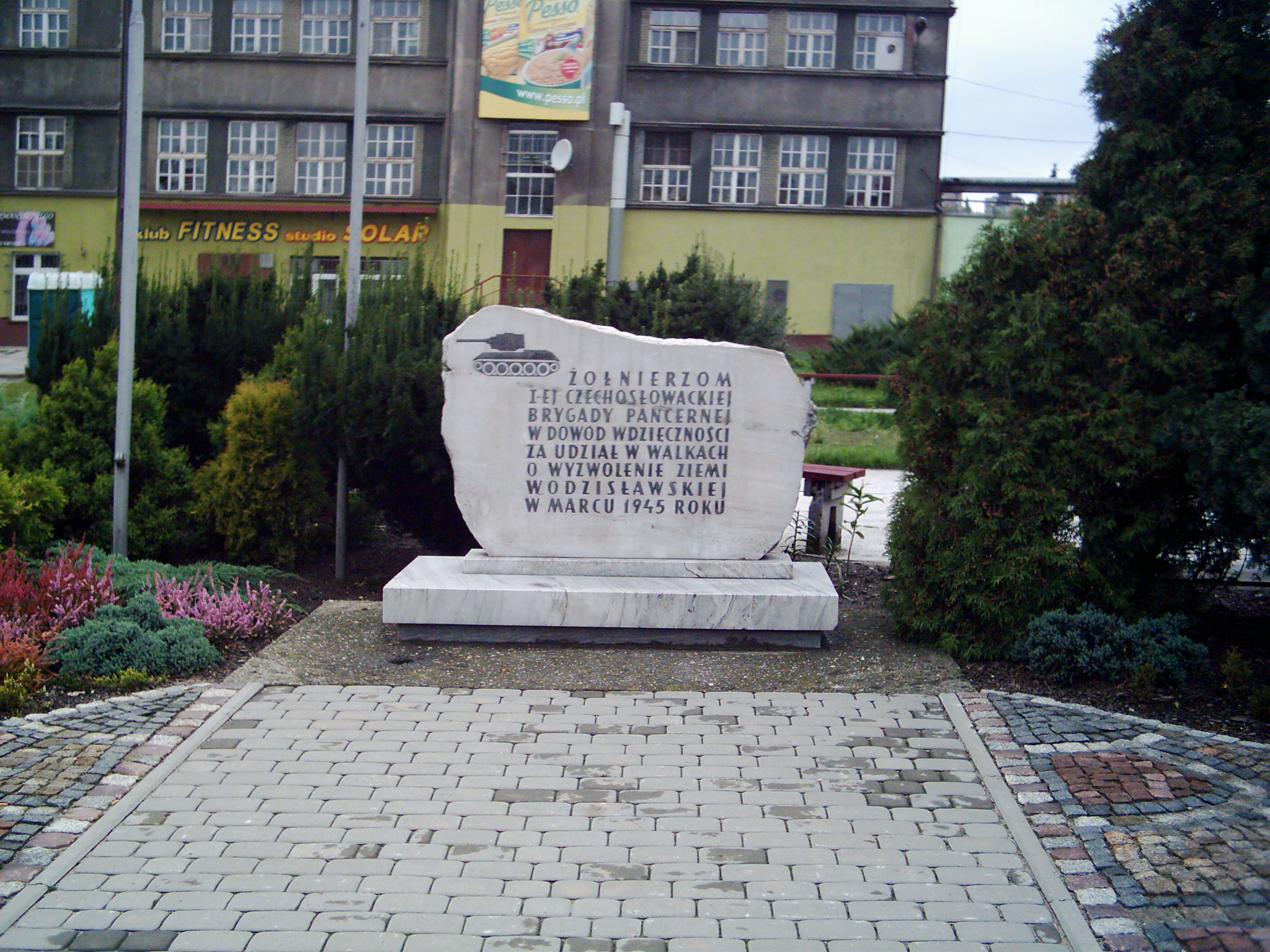
Památník 1. československé samostatné tankové brigády v polském městě Wodzisław Śląski

V lednu 1945 dorazily k brigádě dva opravené T-34/76 (č. 308167 a č. 34470) s PTRZ č. 132. Začátkem února 1945 byla formace vybavena podle odpovídajících stavů: 63 hlavních tanků plus 4 cvičné. Mezi 59 nově příchozími tanky bylo 52 T-34/85 a 7 T-34/76 (č. 30639, 40446, 41198, 43114, 310211, 311610, 0401157). Tanky se 76mm dělem dorazily z Brjanského tankového opravárenského závodu a byly zařazeny do 1. tankového praporu. Do konce března 1945 zde bylo nasazeno 1 528 osob, včetně cvičného tankového praporu (116 vojáků a důstojníků) a 52 T-34/85, 12 T-34/76, 1 T-70 a 2 SU-85.

### Osvobození Československa
Počátkem března byla tanková brigáda přesunuta k Ostravsko-opavské operaci. Jako jedna z prvních československých jednotek vstoupila na území někdejšího Československa, u obce Sudice na Opavsku. Do bojů zasáhla 24. března 1945, 26. března vjely československé tanky do Wodzisławi (Polsko) a dne 30. dubna dobyly spolu se sovětskými útvary Ostravu. Jejich postup pokračoval i poté: 4. května byly v Libavě, 6. května pronikly k Fulneku, 7. května se jim otevřela cesta na Olomouc. Poslední souboj s německými jednotkami svedli českoslovenští tankisté 8. května u Litovle, odtud již rychle pospíchali ku Praze. 9. května večer dojela do Prahy skupina čs. průzkumníků, tanky dorazily až příští den - 10. května 1945. 
17. května 1945 se konala v Praze slavnostní přehlídka, při níž měli čs. vojáci půjčeny sovětské tanky IS-2, které řídili příslušníci Rudé armády.

### Rozpuštění
Dne 1. října 1945 byla po revizi válečných armádních stavů rozpuštěna a posloužila jako základ pro vytvoření 1. čs. tankového sboru Československé armády.

## Osobnosti jednotky
- Josef Buršík[5]
- Jaromír Hecht
- Vasil Kobulej
- Lumír Písarský
- Antonín Sochor[5]
- Richard Tesařík
- Mikuláš Končický
- Bedřich Opočenský
- Vladimír Palička
- Karel Šerák

## Ocenění a čestné tituly
| Odměna                                                | Číslo rozkazu (dekretu) a datum                            | Stručný popis vojenských úspěchů |
| Poděkování vrchního velitele ozbrojených sil SSSR     | Rozkaz vrchního velitele č. 241 ze dne 23. dubna 1945      | za osvobození Opavy |
| Československý válečný kříž 1939                      |                                                            | za osvobození Ostravy |
| Československá medaile Za chrabrost před nepřítelem   |                                                            | za osvobození Ostravy |
| Řád Suvorova II. stupně                               | Výnos prezidia ozbrojených sil SSSR ze dne 28. května 1945 | Za příkladné plnění velitelských úkolů, statečnost a odvahu v bojích s nepřítelem při dobytí měst Moravská Ostrava, Žilina a dalších. |
| Československý řád Bílého lva „Za vítězství“ 1. třídy |                                                            | |

## V umění
Válečné osudy čs. tankové brigády zachycuje československý válečný snímek Tanková brigáda z roku 1955 režiséra Ivo Tomana, kde se v hlavních rolích představili Otomar Krejča, Bedřich Prokoš či Martin Růžek. Zpracování filmu je pak silně poplatné propagandě vládnoucího komunistického režimu.